# مينو دي سان إستيبان
مينو دي سان إستيبان هي بلدية تقع في مقاطعة سوريا، في منطقة قشتالة وليون، في إسبانيا. يبلغ عدد سكانها 47 نسمة وذلك حسب (المعهد الوطني للإحصاء) سنة 2017. تبلغ مساحتها 48,89 كم مربع، وترتفع عن سطح البحر 942 متر.

## تطور السكان
في تعداد عام 2010 بلغ عدد سكان البلدية 72 نسمة، منهم 42 رجلا و30 امرأة. 